# Metaltella tigrina
Metaltella tigrina är en spindelart som först beskrevs av Cândido Firmino de Mello-Leitão 1943.  
Metaltella tigrina ingår i släktet Metaltella och familjen Amphinectidae. Inga underarter finns listade i Catalogue of Life.